# David Low
George David Low (Cleveland, 19 februari 1956 – Reston, 15 maart 2008) was een Amerikaans ruimtevaarder. Low zijn eerste ruimtevlucht was STS-32 met de spaceshuttle Columbia en vond plaats op 9 januari 1990. Tijdens de missie werd een Syncom satelliet (Leasat 5) in een baan rond de aarde gebracht. Tevens werd de Long Duration Exposure Facility (LDEF) teruggehaald die eerder de ruimte in gebracht was tijdens STS-41-C.
Low werd in 1984 geselecteerd door NASA. Hij maakte deel uit van NASA Astronautengroep 10. Deze groep van 17 ruimtevaarders had als bijnaam The Maggots.In totaal heeft hij drie ruimtevluchten op zijn naam staan en één ruimtewandeling. In 1996 verliet hij NASA en ging hij als astronaut met pensioen. Hij overleed aan darmkanker in 2008.